# Rafaela Porras y Ayllón
Rafaela Porras y Ayllón, in religione Raffaella Maria del Sacro Cuore (Cordova, 1º marzo 1850 – Roma, 6 gennaio 1925), è stata una religiosa spagnola, fondatrice, insieme con la sorella Dolores, della congregazione delle Ancelle del Sacro Cuore di Gesù.

## Biografia
Rafaela nacque il 1º marzo 1850 a Pedro Abad, comune della provincia di Cordova; era figlia del sindaco Ildefonso Porras e di Rafaela Ayllón Castillo e aveva undici fratelli e una sorella. Nel 1854 il padre morì durante un'epidemia di colera. Molto pia, fece voto di castità a quindici anni. Nel 1869 morì la madre e nel 1874 lei e la sorella si ritirano in un convento di clarisse di Cordova per meditare sulla loro vocazione religiosa. L'anno seguente entrarono nella congregazione della Società di Maria Riparatrice e Rafaela prese il nome religioso di Rafaela María del Sagrado Corazón (Raffaella Maria del Sacro Cuore). Quando la congregazione si trasferì a Siviglia, le due sorelle restarono a Cordova dove, con l'aiuto del vescovo Ceferino González, fondarono l'Institut d'Adoratrius del Santíssim Sagrament i Filles de Maria Immaculada.
Nel 1877, a causa di incomprensioni sorte con il vescovo, si recò prima a Andújar e successivamente a Madrid, insieme ad altre sedici religiose. A Madrid, sotto la direzione dei gesuiti e del vescovo ausiliare Sancha, ottenne nel 1877 l'approvazione diocesana dell'istituto, che sarà ratificata da papa Leone XIII nello stesso anno, e a cui diede il nome di Congregazione di Ancelle del Sacro Cuore di Gesù (in seguito diventerà Ancelle del Sacro Cuore), avente l'obiettivo di promuovere il culto del Santissimo Sacramento, educare le ragazze e i giovani e curare la formazione spirituale degli adulti.
Ben presto la congregazione cominciò a crescere con nuove fondazioni: Cordova (1880), Jerez de la Frontera (1883), Saragozza (1885), Bilbao (1886), Cadice (1890) e Roma (1892). Nominata superiora della congregazione nel 1887, lascerà l'incarico nel 1893 per dissensi all'interno dell'istituto, nominando nuova superiora sua sorella Dolores (che rimarrà in carica fino al 1903, quando sarà destituita). Addolorata dai contrasti avuti con le sorelle, si ritirò a Roma, presso la casa madre della congregazione, in cui condusse vita umile fino alla morte, avvenuta il 6 gennaio del 1925.

## Culto
Rafaela Porras è stata beatificata il 18 maggio 1952 a Roma da papa Pio XII, e canonizzata il 23 gennaio 1977 da papa Paolo VI. Il Martirologio Romano pone la sua memoria al giorno 6 gennaio.